# 82332 Лас Вегас
82332 Лас Вегас (82332 Las Vegas) — астероїд головного поясу, відкритий 15 червня 2001 року.
Тіссеранів параметр щодо Юпітера — 3,330.